# Illes Antípodes
Les Illes Antípodes són un arxipèlag que pertany a Nova Zelanda, inclòs administrativament dins de les illes subantàrtiques de Nova Zelanda. No estan habitades i estan situades a 650 km al sud-est de l'Illa Stewart.L'altitud màxima (402 m) és al Mont Galloway situat a l'illa Antípoda.

## Geografia
L'illa principal fa al voltant de 60 km² de superfície, l'Illa Bollans fa uns (2 km²) a més hi ha nombrosos illots.
L'arxipèlag rep el seu nom del fet d'estar situades aproximadament als antípodes de Londres.

## Ecologia
A escala ecològica, les illes formen part de l'ecoregió de la Tundra de les illes Antípodes subantàrtiques. Les illes estan inscrites a la Llista del Patrimoni Mundial de la UNESCO, juntament amb altres illes subantàrtiques de Nova Zelanda. El grup d'illes és una reserva natural i no hi ha accés públic general. Són el punt de terra més al sud-est del món fora de l'Antàrtida.

## Història
Van ser descobertes el 1800. No va reeixir un intent d'introduir-hi ramat domèstic.
El 1893, el navili Spirit of Dawn encallà a la costa de l'illa. Els onze membres de la tripulació van sobreviure tres mesos alimentant-se d'ocells marins, ja que ignoraven que a l'altra banda de l'illa hi havia un dipòsit d'aliments.